# Nick Toczek
 (mai 2024).
Si vous disposez d'ouvrages ou d'articles de référence ou si vous connaissez des sites web de qualité traitant du thème abordé ici, merci de compléter l'article en donnant les références utiles à sa vérifiabilité et en les liant à la section « Notes et références ».
Nick Toczek (né le 20 septembre 1950 à Shipley, en Angleterre) est un écrivain et interprète britannique travaillant diversement comme poète, journaliste, magicien, chanteur, parolier et animateur radio.
Il grandit à Bradford, puis obtient un diplôme en métallurgie industrielle à l'Université de Birmingham (1968-1971), où il commence à lire et à publier de la poésie. Restant à Moseley jusqu'en 1977, il fonde son magazine de poésie The Little Word Machine, fait publier plusieurs livres et brochures par de petites presses, cofonde le Moseley Community Arts Festival et part en tournée avec sa troupe de musique et de poésie, The Stereo Graffiti Show.
De retour à Bradford en 1977, il cofonde le fanzine musical The Wool City Rocker et forme le groupe Ulterior Motives, dans lequel il est parolier et chanteur principal. Continuant à tourner en tant que poète et à publier ses écrits, il enregistre également des chansons avec divers groupes. Au début des années 1980, il dirige une série de concerts hebdomadaires punk et indépendants. À la fin des années 80 et au début des années 90, il dirige des clubs de cabaret alternatifs hebdomadaires, les co-organisant généralement avec son collègue Wild Willi Beckett. Depuis le milieu des années 90, ses recueils de poésie pour enfants (d'abord avec Macmillan, puis avec Hodder, LDA, Caboodle, etc.) le voient devenir un écrivain pour enfants à succès. Aussi, depuis 1997, il collabore régulièrement avec le compositeur Malcolm Singer, à commencer par leur Dragons Cantate.
En 2011, Toczek travaille comme écrivain invité dans des milliers d’écoles, visitant des dizaines de pays à travers le monde au cours de son travail. Il est également un magicien professionnel du gros plan, un marionnettiste talentueux, une autorité en matière de groupes néonazis et racistes d'extrême droite, un journaliste prolifique de la presse écrite et un animateur expérimenté.

## Publications

### Poésie pour adultes
- Nick Toczek, Because the Evenings, Aquila Publishing Company, 1972 (ISBN 0-903226-07-3).
- Nick Toczek, The Book of Numbers, Aquila Publishing Company, 1973 (ISBN 0-903226-56-1).
- Nick Toczek, Evensong, Sceptre Press, 1974.
- Nick Toczek, Malignant Humour, Aquila Publishing Company, 1975 (ISBN 0-903226-41-3).
- Nick Toczek, God Shave the Queen, Aquila Publishing Company, 1975 (ISBN 0-7275-0140-2).
- Nick Toczek, The Credible Adventures of Nick Toczek, Kawabata Press, 1979 (ISBN 0-906110-16-5).
- Nick Toczek, Complete Strangers Tell You Nothing, Xenia Press, 1979 (ISBN 0-905761-01-4).
- Nick Toczek, Acts of Violence, Waygoose Press, 1979 (ISBN 0-950663-50-6).
- Nick Toczek, Lies, Rivelin Press, 1979 (ISBN 0-904524-18-3).
- Nick Toczek, Rock'n'Roll Terrorism, Aquila Publishing Company, 1981 (ISBN 0-7275-0205-0).
- Nick Toczek, Fish Fox Peaches & Pig, Purple Heather Press, 1987 (ISBN 0-950834-15-7).
- Nick Toczek, The Private Crimes of Nick Toczek, Amazing Colossal Press, 1989.
- Nick Toczek, The Meat Boutique, PB Publications, 1991 (ISBN 0-951756-30-3).
- Nick Toczek, Slaphead Wrote Some Poems, Hybrid Press, 1995 (ISBN 1-873412-60-6).
- Nick Toczek, The Wreckage, Redbeck Press, 1998 (ISBN 0-946980-53-5).
- Nick Toczek, Voices in My Head, Caboodle Books, 2020 (ISBN 978-1-9997749-5-0).
- Nick Toczek, Corona Diary, Mutiny 2000 Publications, 2020 (ISBN 9-780992-675530).
- Nick Toczek et Matt Webster, The Columbus Memoirs and Other Tales, Mutiny 2000 Publications, 2022 (ISBN 978-0-9926755-5-4).
- Nick Toczek, The Year The World Stood Still, Mutiny 2000 Publications, 2022 (ISBN 978-0-9926755-4-7).

### Poésie pour enfants
- Nick Toczek, Dragons, Macmillan Children's Books, 1995 (ISBN 0-330-34829-9).
- Nick Toczek, Dragons Everywhere, Macmillan Children's Books, 1997 (ISBN 0-330-36792-7).
- Nick Toczek, Never Stare at a Grizzly Bear, Macmillan Children's Books, 2000 (ISBN 978-0-330-39121-4).
- Nick Toczek, The Dragon Who Ate Our School, Macmillan Children's Books, 2000 (ISBN 0-330-34829-9).
- Nick Toczek, Can Anyone Be As Gloomy As Me?, Hodder Wayland, 2000 (ISBN 0-7502-2793-1) (re-published 2005).
- Nick Toczek, Michael Rosen, Jackie Kay, John Agard et Nichols, Number Parade, LDA, 2002 (ISBN 1-85503-343-7).
- Nick Toczek, Kick It!, Macmillan Children's Books, 2002 (ISBN 0-330-39920-9).
- Nick Toczek, Sleeping Beauty's Dream, Golden Apple, 2003.
- Nick Toczek, Dragons!, Macmillan Children's Books, 2005 (ISBN 0-330-43744-5).
- Nick Toczek et Malcolm Singer, Dragons! The Musical, Golden Apple, 2005 (ISBN 978-1-84449-480-4).
- Nick Toczek et Malcolm Singer, Dragons! The Musical: Teachers Book, Omnibus Press Wise Publications, 2005 (ISBN 9781844494811)
- Nick Toczek, Me and My Poems, Caboodle Books, 2008 (ISBN 978-0-955971-10-5).
- Nick Toczek, Hogs'n'Dogs'n'Slugs'n'Bugs, Caboodle Books, 2009 (ISBN 978-0-955971-11-2).
- Nick Toczek, Cats'n'Bats'n'Slugs'n'Bugs, Caboodle Books, 2009 (ISBN 978-0-956265-65-4).
- Nick Toczek, Number, Number, Cut A Cucumber, Caboodle Books, 2009 (ISBN 978-0-956265-64-7).
- Nick Toczek, Dragons Are Back, Caboodle Books, 2016 (ISBN 978-0-956265-64-7).

### Fiction
- Nick Toczek, Autobiography of a Friend, Aquila Publishing Company, 1975 (ISBN 0-903226-66-9).
- Nick Toczek, Group of Heroes, Skrev Press, 2004 (ISBN 9781904646105).

### Non-fiction
- Nick Toczek, Tim Lambert et Leslie Partridge, Rockbiz, The Open College, 1988 (ISBN 0-7482-0500-4).
- Nick Toczek, The Bigger Tory Vote – The Covert Sequestration of the Bigotry Vote, AK Press, 1991 (ISBN 1-873176-20-1).
- Nick Toczek et Alex Krysinski, The Life of Bierley, Yorkshire Arts Circus, 1995 (ISBN 1-898311-17-X).
- Nick Toczek, Haters, Baiters and Would-Be Dictators - Anti-Semitism and the UK Far-Right, Routledge, 2016 (ISBN 978-1-138-85350-8, lire en ligne)

### Anthologies pour adultes
- Nick Toczek, Maralyn Heathcock et Paul Humphries, Midland Read: An Omnibus of Local Poetry, Aquila Publishing Company, 1972 (OCLC 122688431, lire en ligne).
- Nick Toczek, Yann Lovelock et Phil Nanton, Melanthika, L.W.M Publications, 1977 (ISBN 0-905393-00-7).
- Nick Toczek et David Tipton, The Spirit of Bradford, Redbeck Press, 1997 (ISBN 0-946980-39-X).

### Anthologies pour enfants
- Nick Toczek, Join In, Or Else.....!, Macmillan Children's Books, 2000 (ISBN 0-330-48263-7).
- Nick Toczek, Toothpaste Trouble, Macmillan Children's Books, 2002 (ISBN 0-330-39753-2).
- Nick Toczek et Andrew Fusek Peters, The Dog Ate My Bus Pass, Macmillan Children's Books, 2004 (ISBN 0-330-41800-9).
- Nick Toczek, Paul Cookson et Paul Cookson, Read Me Out Loud!, Macmillan Children's Books, 2007 (ISBN 978-0-330-44621-1).